# Ora maritima
Ora maritima (Orlas marítimas) é um livro do século IV da autoria do escritor latino Avieno.
Trata-se de um poema descritivo geográfico que nos chegou incompleto. Conservam-se 713 versos do livro primeiro, sendo provável que a obra constasse de ao menos dois. Está dedicado a seu amigo Probo e contém uma descrição geográfica das costas europeias, desde a atual França até a Península Ibérica, chegando, talvez até as Ilhas Britânicas.
A Ora maritima é a fonte mais antiga sobre os povos que habitavam o atual território português.

## Descrição
Avieno menciona acidentes geográficos, povoações e povos que são, hoje, muitos difíceis de identificar. Uma das razões para isso é que o poeta utilizou muitos nomes já em desuso para as regiões descritas, refletindo um gosto pelo antigo dos autores latinos da época.
A Ora maritima é uma das fontes mais importantes sobre a antiga civilização de Tartessos, que é descrita como uma cidade localizada numa baía, junto à desembocadura de um rio. Avieno, porém, identifica a cidade de Tartessos com Cádiz, fruto de uma confusão dos autores da Antiguidade. O poema também afirma que Tartessos mantinha relações comerciais com as Estrímnidas (Oestrimnides), provavelmente intercambiando o estanho ibérico. As terras e ilhas Estrímnidas são de localização controversa: enquanto alguns pensam que se trataria da Galiza, outros autores as identificam com lugares nas Ilhas Britânicas ou na Bretanha.
Uma parte da Península Ibérica é, na Ora, chamada Ofiússa, literalmente "Terra de serpentes". Segundo Avieno, Ofiússa era antigamente habitada pelos estrímnios, um povo que poderia ser um representante da cultura megalítica europeia. Segundo uma lenda recolhida por Avieno, os estrímnios foram expulsados de suas terras por uma invasão de serpentes, o que deu origem às mais variadas interpretações pelos estudiosos. Schulten acreditava que a invasão das serpentes simbolizava os sefes, povo celta que teria migrado e expulsado os estrímnios.
Em Ofiússa, o poema menciona vários acidentes geográficos, atualmente localizados em território português: uma ilha dedicada a Saturno, possivelmente o Arquipélago das Berlengas; o Cabo de Ofiússa, provavelmente o Cabo da Roca; o estuário do Tejo; o Cabo Cémpsico, que seria o Cabo Espichel; e a Ilha de Ácala, possivelmente hoje incorporada à Península de Troia.
Os povos de Ofiússa são, segundo Avieno, os cempsos, assentados no Alto Alentejo, os sefes, assentados nos vales do Douro e Tejo e os draganos, que viviam no norte da Península, atualmente Galiza e Astúrias. Também menciona os Ligus, Lusis ou Lycis, considerados por vários autores como possível referência aos Lusitanos. Em Portugal, Martins Sarmento publicou em 1880 um estudo sobre a Ora maritima em que usava o poema como base para defender a teoria da origem dos lusitanos a partir dos lígures.
Mais ao sul, contíguos aos cempsos, Avieno menciona os cinetes, que habitavam a região ao redor do rio Anas, atualmente o Guadiana. O Cabo de São Vicente, no Algarve português, é chamado por ele Cabo Cinético em referência a esse povo. Segundo Avieno, a partir desse cabo, dedicado a Saturno, se entrava no Oceano (o Atlântico), habitado por muitos monstros.